# Dynamikumfang
Dynamikumfang, auch Dynamikbereich oder einfach nur Dynamik oder Kontrastumfang, bezeichnet in allgemeinen technischen, physikalischen oder mathematischen Zusammenhängen den Quotienten aus Maximum und Minimum einer physikalischen Größe oder Funktion. Üblicherweise werden zur Darstellung die Hilfsmaßeinheiten B (Bel) oder auch Np (Neper) verwendet.

## Natur und Technik
Der Dynamikbereich ist der Quotient der größten gemessenen zur kleinsten vom Rauschen unterscheidbaren Signalstärke natürlicher Ereignisse wie Druck (z. B. Schall) oder Strahlung (z. B. Licht) usw.
Die Aufzeichnung, Übertragung oder Wiedergabe solcher Ereignisse kann dagegen oft nur einen Ausschnitt der tatsächlichen Ereignisse erfassen, weil die technischen Mittel nur einen kleineren Dynamikbereich erfassen:
- Die untere Grenze des messbaren Bereiches begründet sich u. a. im Grundrauschen, das die kleinsten Nutzsignale überlagert.
- Die maximal generierbare Signalgröße (Begrenzung) der verwendeten technischen Komponente begrenzt den Dynamikbereich nach oben.

Es ergibt sich also oft ein kleinerer Dynamikbereich in der Technik gegenüber natürlichen Unterschieden.

## Tontechnik
In der Tontechnik gibt der Dynamikumfang eines Audiosystems die Größe des Bereichs an, in dem sich der Pegel des Tonsignals nutzbringend bewegen kann – sei es für Aufzeichnung, Sendung oder Wiedergabe. Es ist die Differenz zwischen dem größten und dem kleinsten Signal, das ein System aufnehmen oder wiedergeben kann. Dieser Wert wird meistens in Dezibel (dB) angegeben. Eine 16-Bit-Samplingtiefe eines mit PCM kodierten Digital-Audiosignals ermöglicht zum Beispiel einen Dynamikumfang von etwa 96 dB.
Nach unten wird der Dynamikbereich durch das Grundrauschen des Audiosystems begrenzt. Werden Signale unterhalb dieses Pegels ausgesteuert, würden sie vom Rauschen maskiert und dadurch unhörbar werden. Nach oben wird der Dynamikbereich durch Erreichen der maximalen Aussteuerung des Systems ohne hörbare Verzerrungen begrenzt.
Da Audiosysteme den großen Dynamikbereich aller natürlichen Signalquellen nicht verarbeiten können, findet in der tontechnischen Praxis häufig eine Dynamikkompression statt, das heißt eine gewollte Verkleinerung des Dynamikbereichs. Sie richtet sich nach dem gestalterisch-inhaltlichen Zweck des hergestellten Tonmaterials und dem gewünschten Zielmedium.

## Optik

### Kontrastumfang
Der Kontrastumfang als Verhältnis Km aus Minimal- zu Maximal-Kontrast wird angegeben:
- als Verhältnis; 1:Km   [Beispiel: 1:1000]
- als optische Dichte d (Density), dem dekadischen Logarithmus der Lichtleistung; log(Km)   [Beispiel: d=3,0]
- in Dezibel, dem 10-fachen dekadischen Logarithmus der Lichtleistung; 10·log(Km)   [Beispiel: 30 dB]
- in Dezibel, dem 10-fachen dekadischen Logarithmus der Leistung am Detektor; 10·log(P t)   [Beispiel: 60 dB]
- als Blendenstufen, dem Logarithmus zur Basis 2; log2(Km) Blendenstufen   [Beispiel: 10 Blendenstufen]
- als Lichtwerte (EV), dem Logarithmus zur Basis 2; log2(Km) Stufen   [Beispiel: Spanne 10 EV]
- als Bits, ebenfalls als Logarithmus zur Basis 2; log2(Km) Bits   [Beispiel: 10 bit]

Bemerkungen:
- Die Werte in Dezibel unterscheiden sich um den Faktor 2, je nachdem, ob das optische Signal oder das elektrische Signal nach einem Detektor betrachtet wird.
- Die Angabe in Bits ist bei nichtlinearer Kodierung nicht zulässig. Die nichtlineare 8-bit-Kodierung bei Monitoren kann Kontrastverhältnisse von über 1:4000 abbilden.

### Dynamikbereiche von Bildern

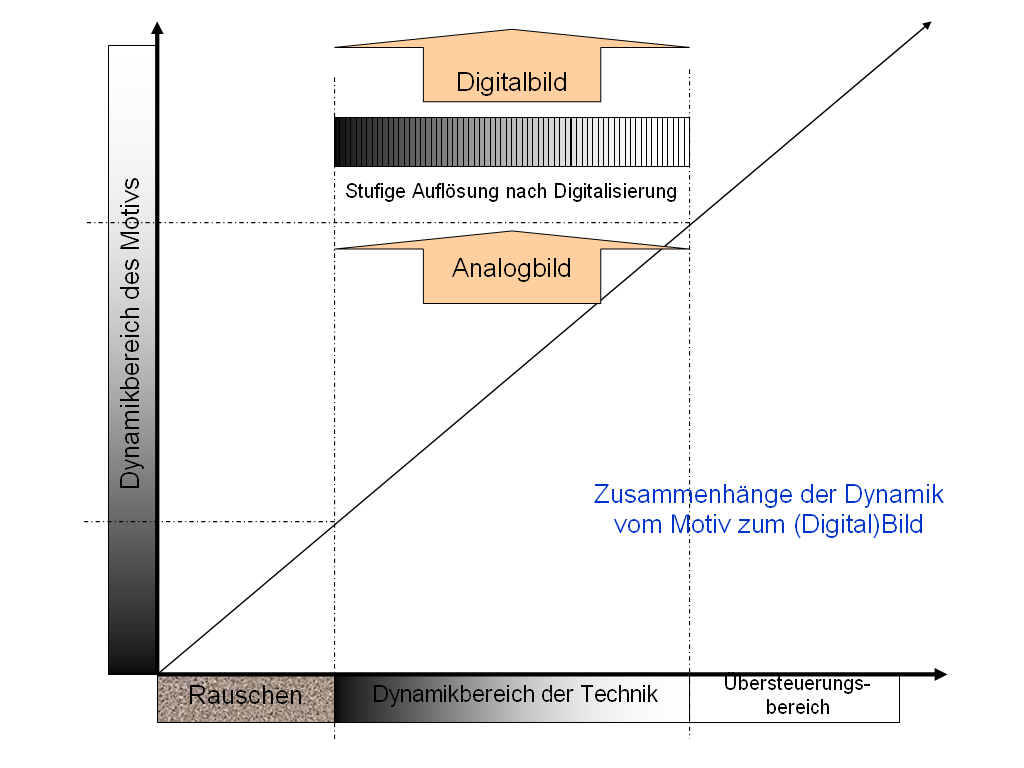
Darstellung Dynamikbereich vom Motiv zum Bild

Sowohl bei bewegten Bildern in Film und Video als auch in der Fotografie bezeichnet der Dynamikbereich den Quotienten aus größtem und kleinstem von Rauschen bzw. Körnung unterscheidbaren Helligkeitswert. Der Quotient wird üblicherweise im 2er-Logarithmus als Blendenstufen angegeben.
Auch hier ist festzustellen, dass der Dynamikbereich des Motives (auch Motivkontrast) den der technischen Einrichtungen zur Aufnahme (Kamera, Sensor, Film) zur Übertragung sowie zur Wiedergabe (Leinwand, Bildschirm, Papier usw.) oft weit überschreitet.
| Medium                                       | Dynamikumfang, Angabe in Blendenstufen | Dynamikumfang, Verhältnisangabe |
| -------------------------------------------- | -------------------------------------- | ------------------------------- |
| Bildsensor einer high-end-Digital-Kinokamera | bis 17 (a)                             | bis ca. 1:130000                |
| TIFF-Datei                                   | 16                                     | 1:65536                         |
| Bildsensor einer high-end-Digitalkamera      | bis ca. 15                             | bis ca. 1:30000                 |
| Menschliches Auge                            | ca. 13–14 (b)                          | ca. 1:8000–1:16000              |
| Schwarzweißnegativfilm                       | bis ca. 12                             | bis ca. 1:4000                  |
| Farbnegativfilm                              | bis ca. 11–12                          | bis ca. 1:2000–1:4000           |
| Kompaktkamera                                | ca. 10–11                              | ca. 1:1000–1:2000               |
| LC-Display                                   | ca. 7,5–9                              | ca. 1:200–1:500                 |
| JPEG-Datei                                   | 8                                      | 1:256                           |
| Diafilm                                      | ca. 6–8                                | ca. 1:64–1:250                  |
| Fotopapier                                   | ca. 5 (c)                              | ca. 1:32                        |

Hochkontrastbilder (HDR-Bilder) können entweder durch Spezialkameras aufgenommen werden oder aus einer Belichtungsreihe von gewöhnlichen Bildern mit geringem Dynamikumfang erstellt werden (siehe HDRI-Erzeugung aus Belichtungsreihen). Hierbei werden die einzelnen Aufnahmen so miteinander kombiniert, dass der Motivkontrast vollständig erfasst und absolute Helligkeitswerte gespeichert werden. Um ein HDR-Bild auf einem Medium mit wesentlich niedrigerem Dynamikbereich (z. B. Papier) abbilden zu können, muss Dynamikkompression (Tone Mapping) angewandt werden.